# Adeshina Lawal
Adeshina Abayomi Lawal  (født 17. oktober 1984) er en  nigeriansk fodboldspiller, der spiller for den færøske klub Víkingur Gøta.
I 2004 blev Lawal hentet til Vejle Boldklub fra FC Midtjylland. Han fik for alvor sit gennembrud i efteråret 2007, hvor han som oplægger og målscorer var en vigtig brik i klubbens sportslige succes. I vinteren 2008 var Lawal lejet ud til Lyngby Boldklub, men per juni 2009 blev han hentet tilbage til Vejle Boldklub. Her spillede han frem til sommeren 2010. Siden 2013 har han spillet fodbold på Færøerne, først for B36 Tórshavn 2013-2014, derefter for ÍF Fuglafjørður fra 2015-2016 og siden 2017 har han spillet for Víkingur Gøta. 